# Aweil Airport
Aweil Airport är en flygplats i Sydsudan. Den ligger i den västra delen av landet, 600 kilometer nordväst om huvudstaden Juba. Aweil Airport ligger 418 meter över havet.
Terrängen runt Aweil Airport är mycket platt. Närmaste större samhälle är Aweil, 0,37 kilometer sydost om Aweil Airport.
Omgivningarna runt Aweil Airport är en mosaik av jordbruksmark och naturlig växtlighet. Runt Aweil Airport är det mycket glesbefolkat, med 6 invånare per kvadratkilometer.